# Горнозаводск
Горнозаво́дск — город в Пермском крае России. Административный центр Горнозаводского района и Горнозаводского городского округа. Население 10 890 чел. (2023).

## География
Город расположен в предгорьях Среднего Урала, в 125 км к северо-востоку от краевого центра — города Перми — и в 31 км от города Чусового. Преобладает переходный от равнинного к горному волнистый рельеф.

## История
До середины 1940-х годов на месте современного города была небольшая железнодорожная станция Пашия. В 1947 году началось строительство цементного завода, первая очередь которого заработала в 1955 году. К северо-западу от станции находился Архангело-Пашийский металлургический завод, вокруг которого возник рабочий посёлок Пашия. Вместе с развитием цементного завода при станции здесь также рос посёлок, получивший название Новопашийский или Новая Пашия, или Ново-Пашийский. В 1950 году ему был присвоен статус посёлка городского типа.
4 ноября 1965 года рабочий посёлок Новопашийский был преобразован в город районного подчинения Горнозаводск. Этим же указом был образован Горнозаводский район с центром в Горнозаводске.
В 2004—2018 годах был центром Горнозаводского городского поселения Горнозаводского муниципального района. 
С 2018 года административный центр Горнозаводского городского округа.

## Население
| 1959    | 1970    | 1979    | 1989    | 1996    | 2000    | 2001    | 2002    | 2006    |
| ------- | ------- | ------- | ------- | ------- | ------- | ------- | ------- | ------- |
| 10 076  | ↗10 374 | ↗10 734 | ↗14 858 | ↗15 800 | ↘15 600 | ↘15 500 | ↘13 061 | ↘12 800 |
| 2007    | 2008    | 2009    | 2010    | 2012    | 2013    | 2014    | 2015    | 2016    |
| ↘12 600 | ↘12 500 | ↘12 448 | ↘12 057 | ↘11 854 | ↘11 635 | ↘11 623 | ↘11 575 | ↘11 511 |
| 2017    | 2018    | 2019    | 2020    | 2021    | 2023    |         |         |         |
| ↘11 477 | ↘11 375 | ↘11 274 | ↘11 176 | ↘11 073 | ↘10 890 |         |         |         |

На 1 января 2025 года по численности населения город находился на 889-м месте из 1124 городов Российской Федерации.
Для последних лет характерно значительное снижение естественного прироста населения, в то же время наблюдается незначительный миграционный прирост. Характерно примерно равное соотношение численности мужского и женского населения. Уровень безработицы относительно невысок.
Национальный состав (2010): русские — 84 %, татары — 5,6 %, не указали национальную принадлежность — 5,2 %.

## Климат
- Среднегодовая температура воздуха: +0,9 °C;
- Относительная влажность воздуха: 73,2 %;
- Средняя скорость ветра: 3,2 м/с.

| Показатель                            | Янв.  | Фев.  | Март | Апр. | Май | Июнь | Июль | Авг. | Сен. | Окт. | Нояб. | Дек.  | Год |
| ------------------------------------- | ----- | ----- | ---- | ---- | --- | ---- | ---- | ---- | ---- | ---- | ----- | ----- | --- |
| Средняя температура, °C               | −14,4 | −13,3 | −6,9 | 0,6  | 9,4 | 15,9 | 17,7 | 14,0 | 8,1  | 0,8  | −9,1  | −13,7 | 0,9 |
| Источник: NASA. База данных RETScreen |       |       |      |      |     |      |      |      |      |      |       |       |     |

## Экономика

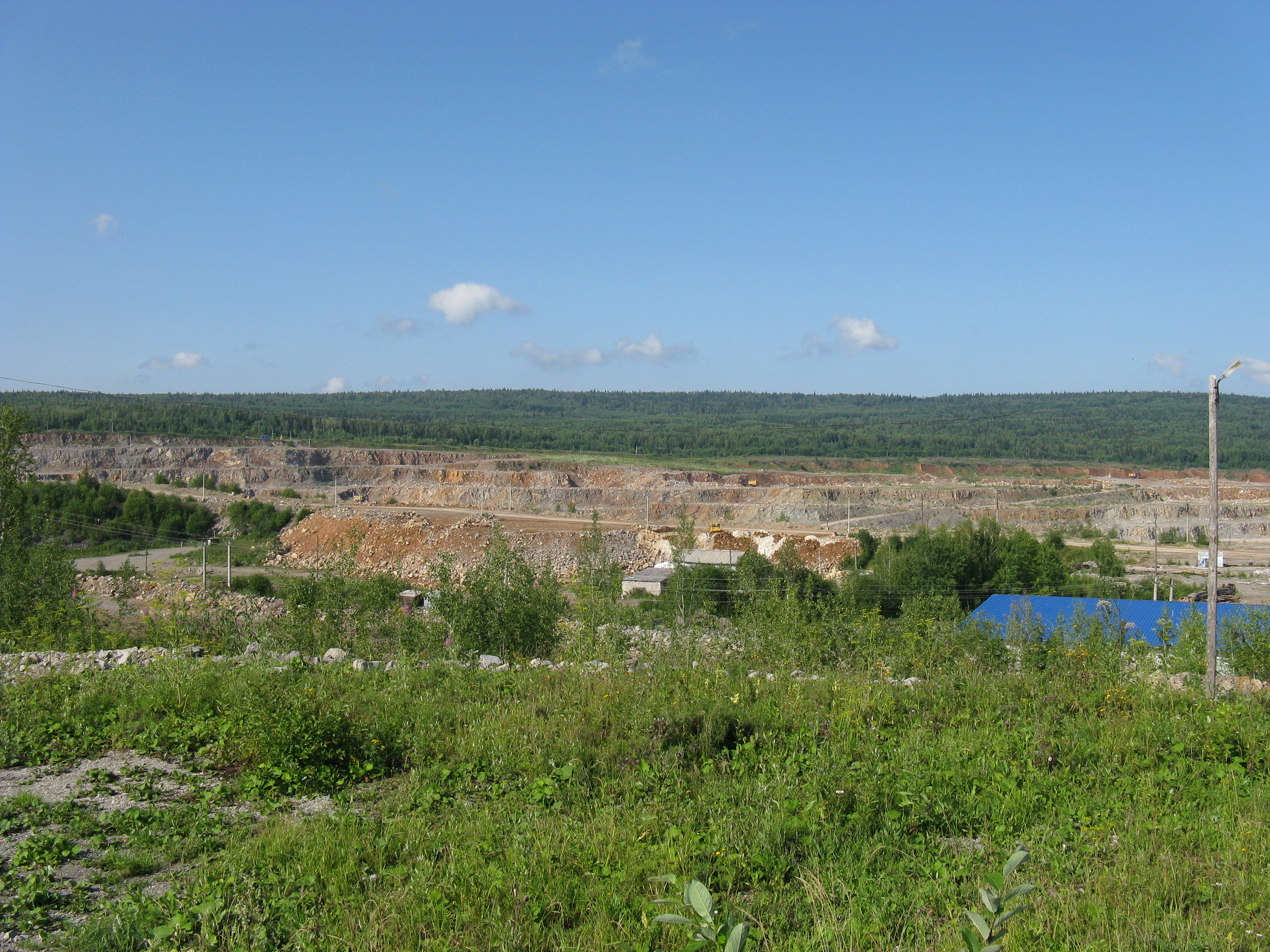
Известняковый карьер «Горнозаводскцемента»

Ведущую роль в структуре хозяйства города играет цементный завод «Горнозаводскцемент» с годовым объёмом производства около 2 млн тонн.
В городе имеется также хлебокомбинат. В непосредственной близости от города проходят газопроводы, связывающие газодобывающие районы Тюменской области и европейскую часть России[значимость факта?].
В 2014 году Горнозаводское городское поселение было включено в перечень моногородов, в которых имеются риски ухудшения социально-экономического положения.

## Транспорт
Горнозаводск расположен на железной дороге Пермь — Нижний Тагил (Свердловская железная дорога). Название расположенной в черте города станции Пашия отлично от названия города. 
Благодаря строительству автодороги с асфальтобетонным покрытием от города до автодороги Кунгур — Березники, Чусовой — Пермь, Горнозаводск — Екатеринбург город получил устойчивое автомобильное прямое автобусное сообщение с Пермью, Лысьвой, Чусовым, Екатеринбургом, Березниками, Губахой, Кунгуром.

## Социальная сфера

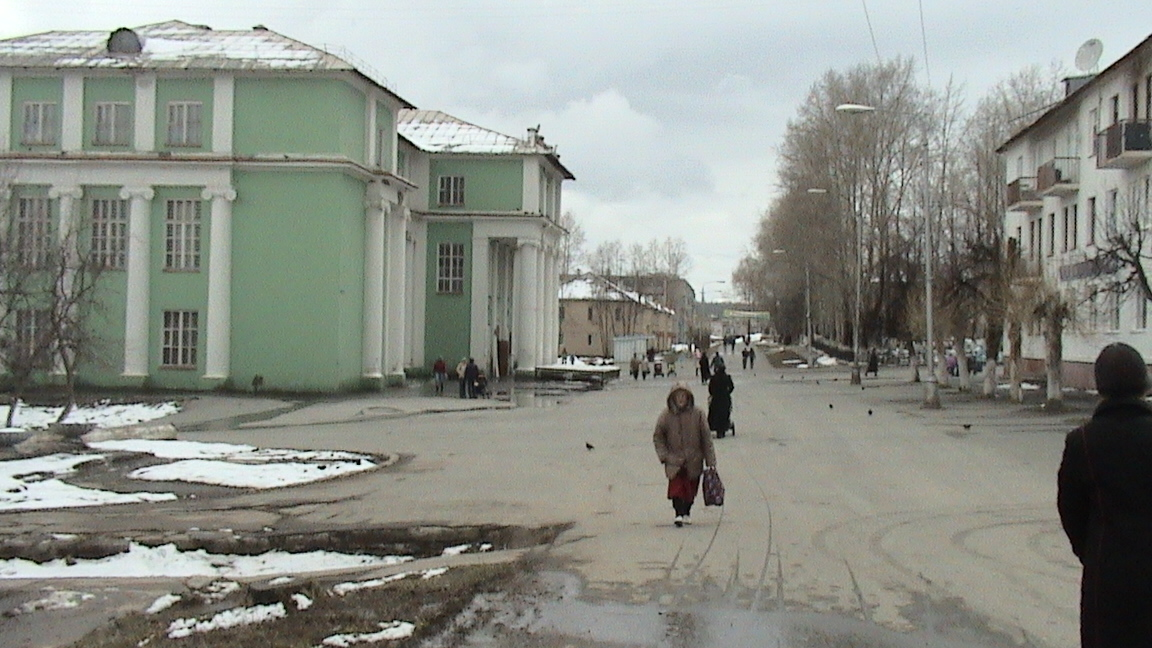
Дом культуры имени Л. И. Бэра

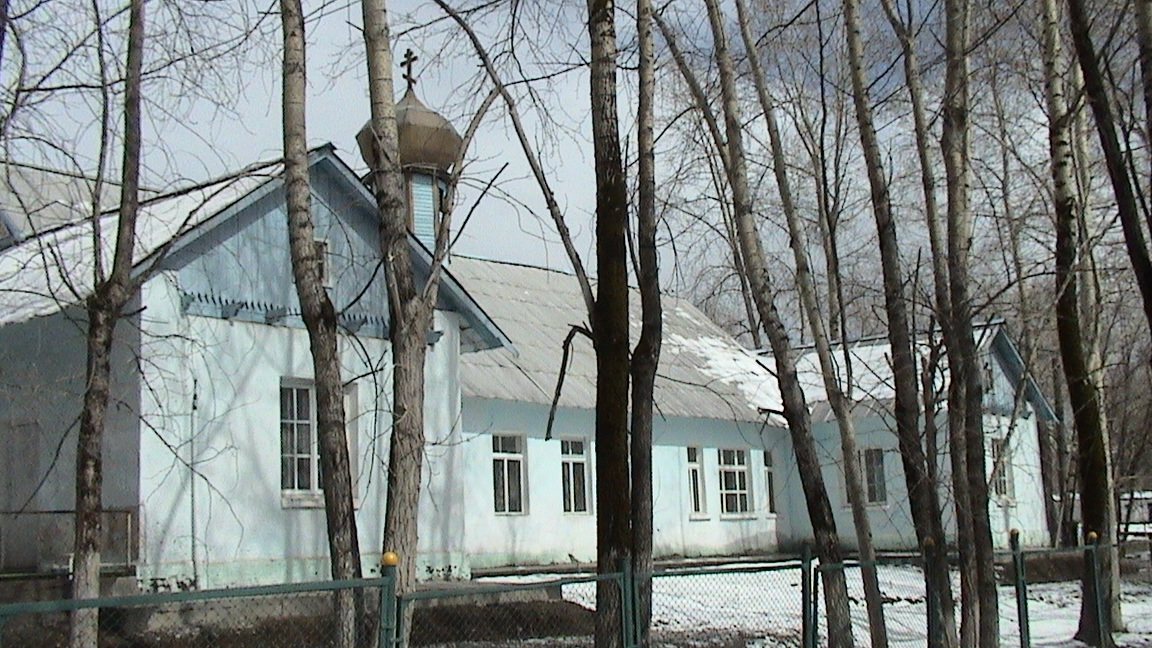
Православная церковь

Горнозаводск отличается относительно развитой социальной инфраструктурой. Дом культуры им. Л. И. Бэра, в котором работает множество студий и кружков, в том числе детский образцовый театр балета «Рябинка». В школе искусств подготовка и обучение детей ведётся на изобразительном и музыкальном отделениях.
В городе имеются краеведческий музей им. Старостина (художественное литьё, изделия из камня, пермская финифть), две библиотеки, плавательный бассейн «Юность». На базе спортивно-оздоровительного клуба «Ника» активно работает секция самбо, футбола и др. Туристический клуб, секция каратэ, театральная студия, танцевальный и художественно-прикладные классы открыты в доме детского творчества. В городе имеется спортивная школа Олимпийского резерва.
Система образования города включает две общеобразовательные школы, Горнозаводский политехнический техникум, сеть детских дошкольных учреждений.

## Экология
Городская территория и окрестности подвергаются значительному загрязнению со стороны единственного крупного предприятия города — цементного завода «Горнозаводскцемент». Валовой выброс вредных веществ в атмосферу превышает 430 тыс. тонн в год (98 % составляет пыль). Непосредственному загрязнению подвергается территория в радиусе 8—10 км. В реки Малую и Большую Тимчиху попадают взвешенные эфирорастворяемые вещества.